# Seničica, Medvode
Seničica este o localitate din comuna Medvode, Slovenia, cu o populație de 212 locuitori.